# Luigi Contratti
Luigi Contratti (Portogruaro, 11 aprile 1868 – Torino, 23 ottobre 1923) è stato uno scultore italiano.

## Biografia
Di origini venete, da bambino si trasferì a Brescia con la famiglia. Entrò presto nel laboratorio Faitini, ove apprese intaglio e ornamento lapideo, e frequentò la scuola serale di disegno.
Nel 1882 si trasferì a Torino e si iscrisse all'Accademia Albertina e frequentò lo studio di Leonardo Bistolfi, di Odoardo Tabacchi e Luigi Belli. Nel 1889 vinse il premio Brozzoni, la cui commissione era presieduta da Ernesto Bazzaro e da Cesare Tallone. Presso l'Accademia Albertina divenne professore aggiunto nella Scuola di plastica, e tenne per 14 anni la cattedra di scultura.
Nel 1902 prese parte alla prima Quadriennale di Torino. Diverse sue opere sono collocate a Torino: nel Cimitero monumentale (tomba di Giacinto Pacchiotti nel 1896), presso la Fontana dei mesi di Carlo Ceppi (dove scolpisce l'allegoria del Fiume Po nel 1898), sul ponte Umberto I (il Valore sul campo di battaglia e la Pietà entrambe del 1911), e il monumento a Galileo Ferraris (1903). A Pecetto di Valenza, in provincia di Alessandria, eseguì il monumento all'imprenditore Giuseppe Borsalino.
A Brescia vinse il concorso per il monumento a Niccolò Tartaglia, realizzato nel 1918, e realizzò la tomba Cuni presso il cimitero monumentale. A Nuvolera realizzò una lapide sul Municipio in ricordo del generale Luigi Soldo. Con E. Etzel realizzò il monumento all'Indipendenza del Brasile a San Paolo. Progettò inoltre il monumento ai caduti a Lonato del Garda, che alla sua morte fu completato da un collaboratore.